# Margaret Rule
Margaret Helen Rule, CBE (geboren 27. September 1928 in High Wycombe, Buckinghamshire als Margaret Martin; gestorben 9. April 2015 in England) war eine britische Archäologin und Projektleiterin für die 1982 erfolgte Bergung des Schiffes Mary Rose.

## Leben
Margaret Martin wuchs in London auf und erlebte dort auch die deutschen Luftangriffe auf England. Sie wollte ein Chemiestudium am University College London aufnehmen, musste aber nach Kriegsende ihren Studienplatz zugunsten der heimkehrenden Soldaten abgeben. Sie besuchte die Abendschule und arbeitete als Laborantin in der Zahnpastaforschung bei Beecham, wo sie den Mikrobiologen Arthur Rule kennenlernte. Sie heirateten 1949 und zogen später nach Sussex. Als 1958 ihr Sohn geboren wurde, gab Margaret Rule die Berufstätigkeit auf.
Mit ihrem Mann schloss sie sich einer Gruppe von Hobbyarchäologen an und assistierte Alec Down bei Ausgrabungen in Chichester. Als 1960 in Sussex Reste einer römischen Villa gefunden wurden, sorgten sie und der Archäologe Barry Cunliffe für die Ausgrabung, und sie wurde hauptamtliche Kuratorin des 1968 gegründeten Museums Fishbourne Roman Palace.

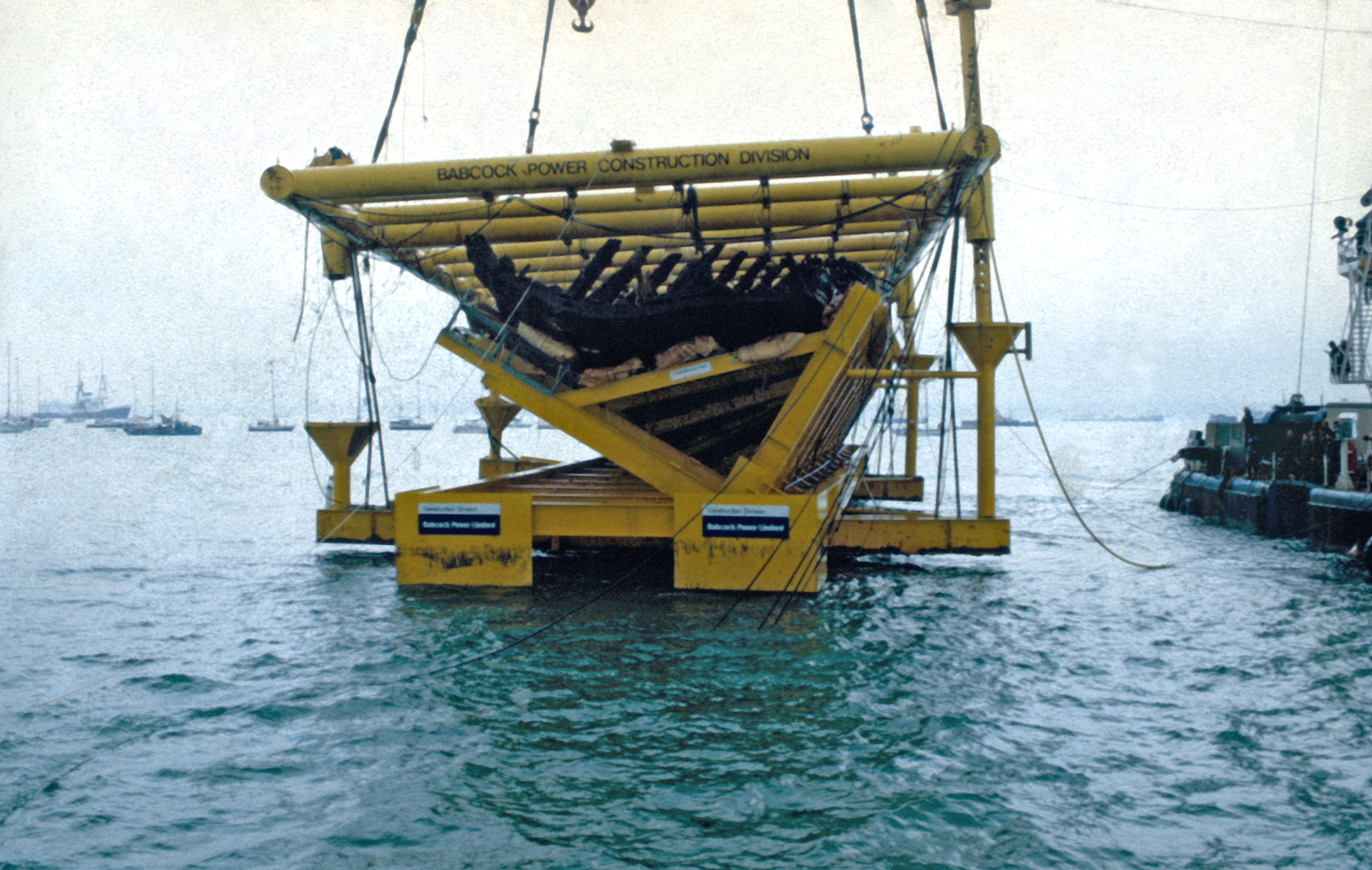
Bergung der Mary Rose (1982)

Seit Mitte der 1960er Jahre befasste sie sich mit der von dem Hobbyforscher Alexander McKee geforderten Bergung der Mary Rose, Flaggschiff Heinrichs VIII., das 1545 in der Meerenge Solent des Ärmelkanals gesunken war. Rule lernte zu tauchen und machte über hundert Tauchgänge zum Schiffswrack. Sie wurde Mitglied der Nautical Archaeology Society, die 1973 in einer Kampagne für ein Gesetz zum Denkmalschutz von Schiffswracks sorgte.
Der „Mary Rose Trust“ unter der Patronage von Prinz Charles, der 1974 und 1982 auch selbst zu dem Wrack tauchte, bestimmte Rule 1979 zur Projektleiterin für die Bergung. Sie erfolgte am 11. Oktober 1982 und wurde von der BBC als Medienereignis direkt übertragen. Die geborgenen Teile des Schiffsrumpfs wurden unter Rules Leitung im Portsmouth Historic Dockyard zwischengelagert, bis 1994 die Konservierungsmaßnahmen aufgenommen wurden. Das in der Zwischenzeit gebaute und 1984 mit den Kanonen und über 10.000 Objekten aus dem Wrack eröffnete Mary Rose Museum soll den Schiffsrumpf ab dem Jahr 2016 in einem 2013 errichteten Erweiterungsbau zeigen.
Rule wurde 1983 zum Commander des Order of the British Empire ernannt, wurde Ehrendoktor in Portsmouth und Liverpool und erhielt die Caird Medal des National Maritime Museum. 2008 erhielt sie den Colin McLeod Award des British Sub-Aqua Club für die Förderung der internationalen Zusammenarbeit im Tauchen.

## Schriften (Auswahl)
- mit Alec Down: Chichester Excavations. Chichester Civic Society Excavations Committee, Chichester 1971
- Floor Mosaics in Roman Britain. Macmillan, London 1974
- Fishbourne Roman Palace. Sussex Archaeological Society, Sussex 1977
- The Mary Rose: the Excavation and Raising of Henry VIII's Flagship. Windward, Leicester 1982
- mit Jason Monaghan: A Gallo-Roman Trading Vessel from Guernsey: The Excavation and Recovery of a Third Century Shipwreck. Guernsey Museums & Galleries, Guernsey 1993